# 山形勲
山形 勲（やまがた いさお、1915年〈大正4年〉7月25日 - 1996年〈平成8年〉6月28日）は、日本の俳優。本名：塙 勲（はなわ いさお）。

## 来歴
軽業師の父親（後述）の巡業先であったイギリス・ロンドンで生まれ、東京市麻布区市兵衛町（現在の東京都港区六本木）で育つ。
1935年に日本俳優学校を卒業。兵役を経て1936年に東宝劇団に入団した。1942年、佐佐木隆、鈴木光枝、山村聡らと劇団文化座を結成。同座の看板俳優として1953年まで在籍した。退団の理由として、劇団の活動資金を稼ぐため、ラジオ・映画などに出演し続けた結果、舞台活動が疎かになったことにあるとされる。
1949年、『斬られの仙太』で映画に初出演した。1953年、大映初の総天然色イーストマンカラー映画で第7回カンヌ国際映画祭でグランプリを受賞した映画『地獄門』（衣笠貞之助監督）に京マチ子の夫役で準主演し、注目された。のちに定着する悪役のイメージとは全く異なる善人を演じている（主演の長谷川一夫が悪役を演じている）。
しだいに悪役として注目され、その後は東映時代劇に多く出演、主に悪役として活躍するかたわら、テレビ時代劇では、『剣客商売』の秋山小兵衛役で主演。また、『水戸黄門』では第1部から第18部まで柳沢吉保を演じ、はまり役と言われた。現代劇では、映画『不毛地帯』（山本薩夫監督、1976年）で主人公を招き入れる商事会社社長役など、大学教授・会社重役・高級官僚などの役を演じることが多かった。
1988年に勲四等瑞宝章を受章した。
1995年のNHKドラマ『されどわが愛』のロケ参加後に入院、1996年6月28日午前6時15分に若いころから患っている肺結核のため、東京都府中市の東京都立府中病院で死去した。80歳没。墓所は豊島区玄静院。

## 人物
- 父親の山形巌は1881年に大阪で生まれ、少年時代にサーカス団員となり、1917年の帰国までヨーロッパ各国で軽業師をしていた。その間ベルリン滞在中に日本から呼んだ女性と結婚。勲は4男3女の次男である。帰国後の1920年、巌は本格的洋風ホテル「山形ホテル」を麻布市兵衛町（港区六本木1丁目）に建てた[4]。ホテルのそばには永井荷風の住む偏奇館があり、大正から昭和にかけ正装して食事に訪れる姿を小学生の勲が目撃している。なお、ホテルは世界恐慌の際に廃業した。
- 若い頃に肺結核を患い手術で一命を取り留めるが片方の肺を失い、この手術の影響で後年は片方の肩が落ちていたそうである。また、肺結核の手術を受けた時期に新東宝製作で鈴木英夫監督の映画『殺人容疑者』（1952年）の主役である犯人役のオファーを受けているが辞退し、代役を当時まだ新人だった丹波哲郎が演じ映画デビューを飾ることとなった。
- 文化座を共に結成した山村聰とは長年のライバルで、山村との共演の話が来ると『いつでも勝負するから四つに組む役を取って来なさい』と意気込んでいたそうである。山形と山村は映画の他にもテレビドラマでも共演しており、1974年放送の『華麗なる一族』では山村は主役の万俵大介を、山形は永田大蔵大臣をそれぞれ演じた。
- 出演映画が米国アカデミー賞と世界三大映画祭（カンヌ・ベルリン・ヴェネツィア）のすべてで受賞しており、4冠を達成している。
- 長男はテレビ朝日プロデューサーの塙淳一。

## 出演

### 映画
- 斬られの仙太（1949年、東宝）
- 無国籍者（1951年、東横映画） - 諜略部隊隊長
- ブンガワンソロ（1951年、新東宝） - 憲兵曹長
- 盜まれた恋（1951年、新東宝） - 学芸部長
- リンゴ園の少女（1952年、新芸術プロ） - 友景先生
- 泣虫記者（1952年、東映） - デスクの大島
- 千姫（1953年、宝塚映画） - 速水左馬之介
- 韋駄天記者（1953年、東映） - 村田副部長
- プーサン（1953年、東宝） - 野毛山
- 悲劇の将軍 山下泰文（1953年、東映） - 樺山副官
- 新書太閤記 流転日吉丸（1953年、東映） - 築阿弥
- 素浪人奉行（1953年、東映） - 水野越前守
- 天晴れ一番手柄 青春銭形平次（1953年、東宝） - 大久保石見守
- 続々魚河岸の石松（1953年、東映） - 警察署取調べ官
- 人生劇場 第二部（1953年、東映） - 刑事
- 太平洋の鷲（1953年、東宝） - 機関参謀[5]
- 地獄門 Gate of Hell（1953年、大映） - 渡辺渡
- 夜明け前（1953年、新東宝）
- 叛乱（1954年、新東宝） - 磯部浅一
- 花と波濤（1954年、東宝） - 刑事
- 春色お伝の方 江戸城炎上（1954年、新東宝） - 西尾隠岐守
- 七人の侍（1954年、東宝） - 鉄扇の浪人
- 母の秘密（1954年、新東宝） - 検事
- 地獄の剣豪 平手造酒（1954年、日活） - 山部幾之進
- 愛と死の谷間（1954年、日活） - 保安主任
- 千姫（1954年、大映） - 坂崎出羽守
- 蛍草（1954年、松竹） - 小島博士
- 怪人二十面相 3部作（1954年、松竹） - 羽柴博士
- 三つの愛（1954年、松竹） - 父修平
- 若き日の啄木 雲は天才である（1954年、新東宝）
- 億万長者（1954年、青俳プロ） - 行政監察委員長
- 美男お小姓 人斬り彦斎（1955年、日活） - 前田伊右衛門
- 浮雲（1955年、東宝） - 伊庭杉夫
- 皇太子の花嫁（1955年、新東宝）
- 大岡政談 黄金夜叉（1955年、東映） - 高垣備前守
- 侍ニッポン 新納鶴千代（1955年、東映） - 吉村左馬之助
- 多羅尾伴内シリーズ（東映）
  - 多羅尾伴内 復讐の七仮面（1955年） - 村尾彦作
  - 多羅尾伴内 戦慄の七仮面（1956年）
  - 多羅尾伴内 七つの顔の男だぜ（1960年） - 大沢警部
- 楊貴妃（1955年、大映） - 楊銛
- 美わしき歳月（1955年、松竹） - 院長
- 六人の暗殺者（1955年、日活） - 近藤勇
- 終電車の死美人（1955年、東映） - 三井主任
- 母水仙（1955年、大映） - 浅井
- 絵島生島（1955年、松竹） - 山田宗円
- 青銅の基督（1955年、松竹） - 奉行
- 江戸一寸の虫（1955年、日活） - 山岡鉄太郎
- 応仁絵巻 吉野の盗賊（1955年、松竹） - 厨子太郎
- かりそめの唇（1955年、松竹） - 北野
- 薔薇の講道館（1956年、大映） - 矢野正五郎
- 宇宙人東京に現わる（1956年、大映）
- 浅草の灯（1956年、大映） - 佐々木紅光
- 警視庁物語 魔の最終列車（1956年、東映） - 森田
- 鞍馬天狗 御用盗異変（1956年、東宝） - 松平主税之介
- 女の足あと（1956年、松竹）
- 刑事部屋（1956年、大映） - 田村警部補
- 父子鷹（1956年、東映） - 桜井甚左衛門
- 大学の石松シリーズ（東映）
  - 大学の石松（1956年） - 次郎長先生
  - 大学の石松 女群突破（1957年） - 清水次郎吉
- 人妻椿（1956年、松竹）
- 旗本退屈男シリーズ（東映）
  - 旗本退屈男 謎の幽霊船（1956年） - 孫大人
  - 旗本退屈男 謎の紅蓮塔（1957年） - 藤崎平九郎
  - 旗本退屈男 謎の蛇姫屋敷（1957年） - 柳沢美濃守
  - 旗本退屈男（1958年） - 原口刑部
  - 旗本退屈男 謎の南蛮太鼓（1959年） - 由比道雪
  - 旗本退屈男 謎の大文字（1959年） - 内藤大和守重頼
  - 旗本退屈男 謎の幽霊島（1960年） - 唐金屋浪右衛門
  - 旗本退屈男 謎の暗殺隊（1960年） - 皎雲斎
  - 旗本退屈男 謎の竜神岬（1963年） - 桜井兵部太夫
- 妖蛇の魔殿（1956年、東映） - 更科弾正
- 朱鞘罷り通る（1956年、東映） - 横井甚兵衛
- 少年探偵団 妖怪博士 二十面相の悪魔（1956年、東映） - 小泉信太郎
- 流星空手打ち（1956年、東映）
- 恋と金（1956年、大映）
- 新諸国物語 七つの誓い（東映） - 一文字入道
  - 黒水仙の巻（1956年）
  - 奴隷船の巻（1957年）
  - 凱旋歌の巻（1957年）
- 新春オールスター映画（東映）
  - 任侠清水港（1957年） - 都鳥の吉兵衛
  - 任侠東海道（1958年） - 角井門之助
  - 任侠中仙道（1960年） - 松井軍太夫
- 炎の氷河（1957年、松竹） - 佐伯兵五郎
- 正義派（1957年、松竹） - 係官
- いれずみ判官シリーズ（東映）
  - 海賊奉行（1957年） - 梅野五左衛門
  - 御存じ いれずみ判官（1960年） - 大月利左衛門
  - さくら判官（1962年） - 跡部山城守
- 米（1957年、東映） - 太田松之助
- 大名囃子（1957年、東映） - 土方旗十郎
- 多情仏心（1957年、東映） - 八田検事
- 母と子の窓（1957年、松竹） - 塩沢幾太郎
- 日清戦争風雲秘話 霧の街（1957年、東映） - 鬼頭重蔵
- 船頭姉妹（1957年、東映） - 金田杉五郎
- 大菩薩峠（東映） - 神尾主膳
  - 第一部（1957年）
  - 第二部（1958年）
  - 完結篇（1959年）
- 満月乙女笠（1957年、東映） - 鯛沢善兵衛
- ゆうれい船（東映）
  - 前篇（1957年） - 赤鼻玄蕃
  - 后篇（1957年） - 弥三蔵
- 天狗街道（1957年、東映） - 小田井の岩太郎
- 富士に立つ影（1957年、東映） - 玉置左内
- 恋風道中（1957年、東映） - 天城の五郎丸
- 気違い部落（1957年、松竹） - 野村良介
- 朝晴れ鷹（1957年、東映） - 菊村正之進
- 花吹雪鉄火纏（1957年、東映） - 山崎屋茂助
- 神変麝香猫（1958年、東映） - 丸橋忠弥
- 素っ飛び笠（1958年、東映） - 木曾の大五郎
- 千両獅子（1958年、東映） - 鳥居甲斐守
- 江戸の花笠（1958年、東映） - 大杉伝右衛門
- 丹下左膳シリーズ（東映）
  - 丹下左膳（1958年） - 峰丹波
  - 丹下左膳 怒濤篇（1959年） - 鈴川源十郎
  - 丹下左膳 妖刀濡れ燕（1960年） - 大岡越前守
  - 丹下左膳 濡れ燕一刀流（1961年） - 柳生対馬守
- 葵秘帖（1958年、東映） - 藤田東湖
- 大江戸七人衆（1958年、東映） - 松平帯刀
- 伊那の勘太郎（1958年、東映） - 大和田重兵衛
- 鶯城の花嫁（1958年、東映） - 尾形主膳
- 清水港の名物男 遠州森の石松（1958年、東映） - 都鳥の吉兵衛
- 新撰組（1958年、東映） - 土方歳三
- 怪傑黒頭巾シリーズ（東映）
  - 怪傑黒頭巾（1958年） - 間部主税介
  - 怪傑黒頭巾 爆発篇（1959年） - 水野主膳
- 喧嘩太平記（1958年、東映） - 鳳左次馬
- 大東京誕生 大江戸の鐘（1958年、松竹） - 榎本武揚
- 裸の太陽（1958年、東映） - 運転助役
- 隠密七生記（1958年、東映） - 久世右馬之丞
- 今は名もない男だが（1958年、東映） - 兵頭教授
- 一心太助シリーズ（東映） - 松平伊豆守
  - 江戸の名物男 一心太助（1958年）
  - 一心太助 天下の一大事（1958年）
  - 一心太助 男の中の男一匹（1959年）
  - 一心太助 男一匹道中記（1963年）
- 点と線（1958年、東映） - 安田辰郎
- 修羅八荒（1958年、東映） - 松平安芸守
- 浅間の暴れん坊（1958年、東映） - 越生の虎五郎
- 殿さま弥次喜多 捕物道中（1959年、東映） - 垣内権兵衛
- 忠臣蔵 桜花の巻・菊花の巻（1959年、東映） - 不破数右衛門
- 大名シリーズ（東映）
  - あばれ大名（1959年） - 加藤義明
  - あらくれ大名（1960年） - 板倉伊賀守勝重
  - 鉄火大名（1961年） - 黒田三左衛門
- 美男城（1959年、東映） - 竹中内蔵之介
- 右門捕物帖シリーズ（東映） - 松平伊豆守
  - 右門捕物帖 片目の狼（1959年）
  - 右門捕物帖 地獄の風車（1960年）
  - 右門捕物帖 南蛮鮫（1961年）
- 新吾十番勝負（東映） - 梅井多門
  - 新吾十番勝負（1959年）
  - 新吾十番勝負 第二部（1959年）
  - 新吾十番勝負 第三部（1960年）
  - 新吾二十番勝負 完結篇（1963年） - 弘徳
- あばれ街道（1959年、東映） - 成瀬隼人正
- お役者文七捕物暦 蜘蛛の巣屋敷（1959年、東映） - 水野和泉守
- 独眼竜政宗（1959年、東映） - 畠山義継
- 素晴らしき娘たち（1959年、東映）
- 伊達騒動 風雲六十二万石（1959年、東映） - 酒井雅楽頭
- 疑惑の夜（1959年、東映） - 大滝組社長
- 水戸黄門漫遊記シリーズ（東映）
  - 水戸黄門 天下の副将軍（1959年） - 佐伯将監
  - 水戸黄門（1960年） - 金井将監
- 血斗水滸伝 怒濤の対決（1959年、東映） - 大前田の英五郎
- 榛名ばやし 喧嘩鷹（1959年、東映） - 平原権十郎
- 大岡政談 千鳥の印籠（1959年、東映） - 大岡越前守
- 天下の伊賀越 暁の血戦（1959年、東映） - 阿部四郎五郎
- 百万両五十三次（1959年、東映） - 柳川隼人
- 血槍無双（1959年、東映） - 猿橋右門
- 緋鯉大名（1959年、東映） - 稲葉主膳
- 江戸の悪太郎（1959年、東映） - 秋山典膳
- ひばり十八番 弁天小僧（1960年、東映） - 浜松屋幸兵衛
- 浪人市場 朝やけ天狗（1960年、東映） - 黒川内記
- 白い崖（1960年、東映） - 岡林専務
- 天保六花撰 地獄の花道（1960年、東映） - 山崎和膳
- さいころ無宿（1960年、東映） - 国定忠治
- 酒と女と槍（1960年、東映） - 石田三成
- 大岡政談 魔像篇（1960年、東映） - 脇坂淡路守
- 暴れん坊兄弟（1960年、東映） - 稲葉兵部
- 旅の長脇差 花笠椿（1960年、東映） - 堀留の長五郎
- ひばり捕物帖 折鶴駕籠（1960年、東映） - 由比正雪
- 壮烈新選組 幕末の動乱（1960年、東映） - 芹沢鴨
- 黒部谷の大剣客（1960年、東映） - 裏金座の雲右衛門
- 庄助武勇伝 会津磐梯山（1960年、東映） - 駒田主水
- 天竜母恋い笠（1960年、東映） - 飯田屋熊五郎
- 森の石松 鬼より恐い（1960年、東映） - 清水の次郎長
- 江戸の朝潮（1960年、東映） - 土橋大学
- 若き日の次郎長シリーズ（東映）
  - 若き日の次郎長 東海の顔役（1960年） - 伝兵衛
  - 若き日の次郎長 東海道のつむじ風（1962年） - 猿屋勘助
- 若さま侍捕物帖シリーズ（東映）
  - 若さま侍捕物帖（1960年） - 鈴木采女
  - 若さま侍捕物帖 黒い椿（1961年） - 新三
  - 若さま侍捕物帖 お化粧蜘蛛（1962年） - 唐津屋十兵衛
- 家光と彦左と一心太助（1961年、東映） - 鳥居土佐守成次
- 江戸っ子肌（1961年、東映） - 中原扇十郎
- 江戸っ子奉行 天下を斬る男（1961年、東映） - 竜神の虎五郎
- 赤穂浪士（1961年、東映） - 片岡源五右衛門
- 月形半平太（1961年、東映） - 田代源八
- 白馬城の花嫁（1961年、東映） - 昇り竜の富蔵
- ちゃんりんこ街道（1961年、東映） - 鬼がわらの弥曽吉
- はやぶさ大名（1961年、東映） - 森川但馬守
- 幽霊島の掟（1961年、東映） - 周陽伯
- モーガン警部と謎の男（1961年、東映） - 周
- ヒマラヤ無宿 心臓破りの野郎ども（1961年、ニュー東映） - 大竹社長
- 口笛を吹く無宿者（1961年、東映） - 月輪主膳
- べらんめえ中乗りさん（1961年、東映）
- ひばり・チエミの弥次喜多道中（1962年、東映） - 和泉屋多左衛門
- 瞼の母（1962年、東映） - 息羽田要助
- 大江戸評判記　美男の顔役（1962年、東映） - 河内山宗俊
- 天下の御意見番（1962年、東映） - 鮫州重左衛門
- きさらぎ無双剣（1962年、東映） - 水野和泉守
- 太平洋のGメン（1962年、東映） - 陳社長
- あの空の果てに星はまたたく（1962年、東映）
- あべこべ道中（1962年、東映） - 伊勢伊勢守
- 源九郎義経（1962年、東映） - 藤原秀衡
- 胡蝶かげろう剣（1962年、東映） - 霊岸島の喜六
- まぼろし天狗（1962年、東映） - 田沼意次
- 八月十五日の動乱（1962年、東映） - 陸軍大臣
- 柳生武芸帳シリーズ（東映）
  - 柳生武芸帳 独眼一刀流（1962年） - 山田浮月斎
  - 柳生武芸帳 片目の十兵衛（1963年） - 伊達政宗
  - 柳生武芸帳 剣豪乱れ雲（1963年） - 山田浮月斎
- 次郎長と小天狗 殴り込み甲州路（1962年、東映） - 黒駒の勝蔵
- 鉄火若衆（1962年、東映） - 松原大学
- 血煙り笠（1962年、東映） - 田尻の平八
- お坊主天狗（1962年、東映） - 念沢修理介
- 地獄の影法師（1962年、東映） - 二階堂鉄馬
- 若ざくら喧嘩纏（1962年、東映） - 筒井伊賀守
- 浪人街の顔役（1963年、東映） - 塚越四郎左衛門
- 五人のあばれ者（1963年、東映） - 飯塚五郎太夫
- 最後の顔役（1963年、東映）
- 用心棒市場（1963年、東映） - 金井陣左衛門
- 若様やくざ 江戸っ子天狗（1963年、東映） - 影山将監
- 宮本武蔵 一乗寺の決斗（1964年、東映） - 壬生源左衛門
- ジャコ萬と鉄（1964年、東映） - 九兵衛
- 第三の忍者（1964年、東映） - 祝部源太夫
- 二十一歳の父（1964年、松竹）
- さすらいの賭博師（1964年、日活） - 浅野
- 敗れざるもの（1964年、日活） - 沖山博士
- さまざまの夜（1964年、松竹）
- 男の紋章 花と長脇差（1964年、日活） - 渋沢男爵
- 黒い海峡（1964年、日活）
- 忍びの者 伊賀屋敷（1965年、大映） - 松平伊豆守
- 赤い手裏剣（1965年、大映）
- その口紅が憎い（1965年、松竹） - 宮下
- 大根と人参（1965年、松竹）
- ウナ・セラ・ディ東京（1965年、松竹）
- 水で書かれた物語（1965年、中日映画社） - 橋本伝蔵
- 春一番（1966年、松竹）
- 暖春（1966年、松竹）
- 座頭市海を渡る（1966年、大映） - 藤八
- 上意討ち 拝領妻始末（1967年、東宝） - 土屋庄兵衛
- 春日和（1967年、松竹）
- 陸軍中野学校 密命（1967年、大映）
- ある殺し屋の鍵（1967年、大映）
- 残雪（1968年、日活）
- 爽春（1968年、松竹）
- いつか来るさよなら（1969年、松竹）
- 幕末（1970年、中村プロ） - 山田広衛
- 東京⇔パリ 青春の条件（1970年、松竹）
- 子連れ狼 死に風に向う乳母車（1972年、勝プロ） - 猿渡玄蕃
- しあわせの一番星（1974年、松竹）
- 球形の荒野（1975年、松竹）
- 不毛地帯（1976年、東宝） - 大門近畿商事社長
- 徳川一族の崩壊（1980年、東映） - 板倉静勝
- ちゃんばらグラフィティー 斬る!（1981年、東映）
- 鱒 La Truite（1982年、フランス映画）※大阪ヨーロッパ映画祭で上映され日本ロケも行われた

### テレビドラマ
- 大河ドラマ（NHK）
  - 花の生涯（1963年） - 有村次左衛門
  - 元禄太平記（1975年） - 鶴見内蔵助
  - 独眼竜政宗（1987年） - 向館内匠
- オッペケペ（1963年、NHK）
- 正塚の婆さん（1963年、TBS）
- 虹の設計（1964年 - 1966年、NHK）
- 黄色い風土（1965年 - 1966年、NET / 東映） - 島内輝秋
- 明治天皇（1966年、NTV） - 中山忠能
- ザ・ガードマン（TBS / 大映テレビ室）
  - 第57話「危険を買う男」（1966年）
  - 第128話「殺しのお知らせ」（1967年）
  - 第193話「葬式強盗団」（1968年）
- ある勇気の記録（1966年 - 1967年、NET、RCC）- 日下部
- 白い巨塔（1967年、NET） - 東貞蔵
- お嬢さん（1967年 - 1968年、CX）
- 三匹の侍 第5シリーズ 第21話「助三郎覚書」（1968年、CX） - 板倉勘解由
- 写楽はどこへ行った（1968年、NHK） - 蔦屋重三郎
- あゝ忠臣蔵（1969年、KTV） - 吉良義央
- 無用ノ介 第1話「虎穴にはいった無用ノ介」（1969年、NTV / 国際放映） - 地獄自斎
- 窯ぐれ女（1969年、THK） - 加藤慶助
- 素浪人 花山大吉 第51話「富士のお山が知っていた」（1969年、NET / 東映） - 風巻正元
- プレイガール（12ch / 東映）
  - 第19話「若くて凄くて可愛い女」（1969年） - 南星洋行会長
  - 第102話「父は過去に何をしていた」（1971年）
- ナショナル劇場（TBS / C.A.L）
  - 水戸黄門
    - 第1部〜第3部、第14部〜第15部、第17部〜第18部（1969年 - 1972年、1983年 - 1985年、1987年 - 1989年） - 柳沢吉保
    - 第6部 第20話「若者の恋 -和歌山-」（1975年8月11日） - 根来十郎太

  - 大岡越前 第1部 第27話「天一坊事件（前篇）」（1970年9月14日）、第28話「天一坊事件（後編）」（1970年9月21日） - 山内伊賀亮
- 鬼平犯科帳（八代目松本幸四郎版）第11話「老盗の夢」（1969年、NET / 東宝） - 蓑火の喜之助
- 銭形平次（CX / 東映）
  - 第189話「能面の男達」（1969年） - 美濃屋徳兵ヱ
  - 第343話「十手有情」（1972年） - 菅沼彦七
  - 第470話「甲州獄門坂」（1975年） - 儀十
- 大坂城の女（1970年、KTV） - 徳川家康
- 遠山の金さん捕物帳（NET / 東映）
  - 第3話「鼠が愛した女」（1970年） - 日向屋
  - 第26話「桜を散らした女」（1971年） - 日向屋
- 柳生十兵衛 第13話「反乱の町」（1970年、CX） - 黒木兵庫
- 徳川おんな絵巻 第15話「幻の姦通」・第16話「愛と野望と」（1971年、KTV / 東映） - 前田吉徳
- ポーラテレビ小説 / ひまわりの道（1971年 - 1978年、TBS） - 前野利武
- 江戸巷談 花の日本橋 第1回「髪結いおしま捕物帖」、第2回「髪結いおしま捕物帖 謎の銀かんざし」（1971年、KTV / 東映） - 脇坂監物
- 荒野の素浪人 第41話「兇刃 襲われた山峡の宿」（1972年、NET / 三船プロ） - 陣内
- ウルトラマンA 第14話「銀河に散った5つの星」（1972年、TBS / 円谷プロ） - 高倉司令官（TAC南太平洋国際本部）
- 剣客商売（1973年、CX / 俳優座 / 東宝） - 秋山小兵衛
- 女・その愛のシリーズ 「婦系図」（1973年、NET / 東映） - 酒井俊蔵
- 雑居時代（1973年 - 1974年、NTV） - 大場鉄也
- 水滸伝（1973年 - 1974年、NTV / 国際放映） - 晁蓋
- いただき勘兵衛 旅を行く 第1話「神も仏もあったとさ」（1973年、NET / 東映） - 土井正篤
- 非情のライセンス（NET / 東映）
  - 第1シリーズ 第27話「兇悪な愛の終り」（1973年） - 大滝和三郎
  - 第2シリーズ 第30話「兇悪の入試」（1975年） - 松野健太郎
- 子連れ狼（NTV / ユニオン映画）
  - 第2部 第15話「温石くずし」（1974年） - 稲垣静山
  - 第3部 第13話「胸底の月」（1976年） - 向井将監
- 右門捕物帖（1974年、NET / 東映） - 榊原主計頭
- 暗闇仕留人 第3話「売られて候」（1974年、ABC / 松竹） - 角屋隆右衛門
- 新・荒野の素浪人 第23話「叛逆の仁」（1974年、NET /三船プロ）
- 伝七捕物帳（NTV）
  - 第39話「どぶねずみ退治」（1974年） - 内海五郎左衛門
  - 第50話「闇の仁義」（1974年） - 佛の善兵衛
  - 第125話「証拠の品は鬢の中」（1976年） - 吉兵衛
- 華麗なる一族（1974年 - 1975年、MBS / 東宝） - 永田大蔵大臣
- 賞金稼ぎ 第5話「地獄のハンター」（1975年、NET / 東映） - 勘兵衛
- 晩秋（1975年、YTV）
- お耳役秘帳 第1話「仕掛けた罠の大盗賊」（1976年、KTV / 歌舞伎座テレビ） - 七兵衛
- 人魚亭異聞 無法街の素浪人 第1話「駅馬車暁の襲撃」（1976年、NET / 三船プロ） - 相良洋介
- 必殺からくり人 第6話「秘めごとは白い素肌にどうぞ」（1976年、ABC / 松竹） - 長崎屋 仙右ヱ門
- 夜明けの刑事 第85話「爆弾男 結婚式を乗っ取る!」（1976年、TBS / 大映テレビ）
- 森村誠一シリーズ / 腐蝕の構造（1977年、MBS / 東映） - 名取龍太郎
- 野望（1977年 - 1978年、ANB / アマチプロゼ） - 矢島慶三
- 達磨大助事件帳 第13話「雪絵危機一髪」（1978年、ANB / 前進座 / 国際放映） - 木村甲斐守
- チェックメイト78 第10話「バベルの塔を崩す警部」（1978年、ABC / テレパック）
- 新五捕物帳 (1978年，NTV / ユニオン映画)  - 今戸の弥平衛
  - 第24話「御赦免船に散った花｣
  - 第28話 ｢駒形あわれ流し船｣
  - 第34話 ｢おりつの縁談｣
  - 第36話 ｢黒いかわら版｣
  - 第80話 ｢千羽鶴の女｣
- 巨大熊との死闘 アラスカの白い牙（1980年3月、CX）
- 黄金の犬（1980年、NTV） - 遠沢要一
- ザ・ハングマン 第22話「帰ってきたドラゴン 香港カマキリ拳」（1981年、ABC / 松竹） - 猪佐野保太郎（東南物産社長）
- 土曜ワイド劇場（ANB）
  - 松本清張の死んだ馬 殺人設計図（1981年、松竹） - 池野典也
  - 危険な誘拐 貴女ならどうする!?（1982年、大映） - 岩上雅純
  - 第三の女（1982年、東映） - 吉見教授
  - 死者の木霊（1982年、東映） - 福島太一郎
  - 家政婦は見た! 第2作「エリート家族の浮気の秘密」（1984年）
  - 豪華ヨットの花嫁（1984年）
  - 西村京太郎トラベルミステリー 第9作「寝台急行“銀河”殺人事件」（1986年、東映） - 星野大三郎
  - うわさの派遣女秘書（1987年）
  - 京都・十条家の惨劇（1990年）
- 大江戸捜査網 第495話「闇を裂く十手」（1981年、12ch / 三船プロ） - 笹井庄之助
- 桃太郎侍 第241話「赤い首輪をつけた猫」（1981年、NTV / 東映） - 八十島図書
- 月曜ワイド劇場 / かりそめの妻（1982年、ANB）
- 時代劇スペシャル / 松本清張のかげろう絵図（1983年、CX / 東映）） - 中野石翁
- 奉行暗殺始末（1983年、CX / 国際放映） - 津田庄左エ門
- ザ・サスペンス （TBS）
  - 残酷な旅路（1983年）
  - 黄色の誘惑（1983年）
- 火曜サスペンス劇場 / 家族の選択（1983年、NTV） - 大城戸康平
- 大奥 第36話「密会」（1983年、KTV / 東映） - 堺屋茂左衛門
- 風の墓標（1984年2月4日、NHK） - 九郎兵衛
- 月曜ワイド劇場 / 美貌のメス（1985年、ANB）
- 土曜ドラマスペシャル / 塀の中の懲りない面々2－希望の出所篇（1988年、TBS）
- 土曜ドラマ / されど、わが愛（1995年、NHK） - 石橋忠雄　※遺作